# Louis-Édme Billardon de Sauvigny
Louis-Édme Billardon de Sauvigny (* (getauft) 15. März 1738 (1736?) nahe La Rochelle; † 19. April (August?) 1812 in Paris) war ein französischer Theaterautor, Schriftsteller und Journalist.

## Leben und Schaffen
Über seine Lebensdaten wird unterschiedlich berichtet, nur sein Todesjahr 1812 scheint sicher. Billardon de Sauvigny studierte in Paris. Irgendwann könnte er eine Ausbildung zum Polygraf (Schriftsetzer im Verlagswesen u. a.) absolviert haben, denn diese Berufsbezeichnung zeigt die französische Nationalbibliothek zusätzlich an. Zumindest sind Billardon de Sauvignys Veröffentlichungen vielfältige Kontakte zu Verlagen in verschiedenen Orten und Ländern zu entnehmen. Sein erstes literarisches Werk erschien 1756 in Berlin. 1759 veröffentlichte er unter dem Pseudonym S******* eine Polemik gegen ein Gedicht Voltaires La Religion naturelle. 
Er ging zum Militär, wo er Offizier wurde und den königlichen Orden Croix de l’ordre de Saint-Louis erwarb. Unter anderem diente er im Garde du corps des Königs Stanislaus I. Leszczyński von Polen, dem Herzog von Lorraine. 1762 kam er nach Paris zurück, arbeitete verschiedentlich als Journalist, beispielsweise in der Redaktion des Journal des Dames und war persönlicher Dichter der Comtesse du Barry.
Wie bezeugt, war ihm ein besonderes Anliegen das Wirken von Frauen. Auch arbeitete er als Librettist mit den Komponisten Nicolas Dalayrac, Philidor dem Jüngeren und Pierre-Alexandre Monsigny zusammen und war befreundet mit den Dichtern Crébillon dem Jüngeren (1707–1777) und Jean-Jacques Rousseau (1712–1778). Mit Voltaire stand er auf Kriegsfuß.
Zeitlebens diente er dem Militär, da er von seiner literarischen Tätigkeit nicht leben konnte, und hinterließ dennoch ein vielseitiges schriftstellerisches Werk, darunter als Herausgeber und Autor die zehnbändige Dichterinnen-Anthologie „aller Zeiten und Völker“ (seine Bezeichnung) Parnasse des Dames, die er mit literaturgeschichtlichen Kommentaren versah. Der erste Band, der sich mit den Dichterinnen der griechischen und römischen Antike beschäftigt, erweckt besonderes Interesse wegen achtzehn Oden der Sappho, neben Werken anderer Gattungen.
1806 veröffentlichte er in Paris, als offenbar letztes Werk, eine dreibändige Encyclopédie des dames.

## Ausgewählte Werke
Siehe auch Französische Nationalbibliothek
- La Religion révélée, poëme en réponse à celui de la Religion naturelle, avec un poëme sur la cabale anti-anciclopédique, au sujet du dessein qu’ont eu les Encyclopédistes de discontinuer leurs travaux, par M. de S*******, Genève, 1758. (Antwort auf Voltaires La Religion naturelle)
- Le masque enchanté, Theaterstück Lyon 1759, 1 Akt
- La Mort de Socrate, Tragödie in 3 Akten, Mai 1763, Paris, Théâtre Francois
- Apologues orientans, gewidmet á Monseigneur le dauphin 1764
- Parnasse des Dames, Dichterinnen-Anthologie, 10 Bände, Paris 1773
- Le Petit Souper ou L’Abbé qui veut parvenir, opéra comique (Libretto), 1 Akt, Paris ~1781. Komponist Nicolas Dalayrac
- Washington, ou la Liberté du nouveau monde, Tragödie in 4 Akten Théâtre de la Nation, 13. Juli 1791. Paris, Maillard d’Orivelle, 1791.
- Encyclopédie des dames, ouvrage destiné à l’instruction du beau sexe, Paris, 1806, 3 Bände

## Biographische Literatur
- Artikel von Michel Gilot in: Dictionnaire des journalistes 1600–1789. Voltaire Foundation, Oxford University, J. Sgard 1976
- Biographie universelle, ancienne et moderne, Bd. 17–18, Bruxelles, H. Ode, 1847, S. 360 u. 303